# Lac Bruyère
Lac Bruyère är en sjö i Kanada.   Den ligger i regionen Abitibi-Témiscamingue och provinsen Québec, i den sydöstra delen av landet, 400 km nordväst om huvudstaden Ottawa. Lac Bruyère ligger 265 meter över havet.
I omgivningarna runt Lac Bruyère växer i huvudsak blandskog. Runt Lac Bruyère är det ganska tätbefolkat, med 65 invånare per kvadratkilometer.